# Jungle Fight 73
Jungle Fight 73: Almeida vs. Alves é um evento de artes marciais mistas promovido pelo Jungle Fight, ocorreu em 6 de setembro de 2014 no Ginásio do Ibirapuera em São Paulo, São Paulo, Brasil.

## Background
O evento principal era para ser a disputa de cinturão entre os pesos galos Jonas Bilharinho e Fabiano da Conceição. No entanto, Fabiano adoeceu e foi obrigado a deixar o card, e para o seu lugar foi escolhido o desafiante David "Tatá" da Silva.  Logo após a alteração do desafiante, Bilharinho se lesionou e a disputa de cinturão foi cancelada, deixando a disputa do cinturão peso palha feminino como luta principal. 
Após Éricka Almeida derrotar Maiara Alves, ela conquistou o Cinturão Inaugural Peso Palha Feminino do Jungle Fight. 